# Bondsjöhöjden

Bondsjöhöjden är en stadsdel i Härnösand.
Bondsjöhöjden ligger nordväst om stadens centralare delar och är geografiskt något avskild från dessa. I nordost avgränsas området av väg E4. Bondsjöhöjden ingår i Säbrå församling, till skillnad från större delen av staden som tillhör Härnösands domkyrkoförsamling.
Området växte fram under tidigt 1970-tal och består i huvudsak av villabebyggelse. I området finns en F-2 skola med bland annat en egen hockeyrink för utomhusspel, samt en förskola. Elljusspår och fotbollsplaner finns i området. Fotbollsklubben Bondsjöhöjdens IK har en väl utbyggd ungdomsverksamhet.